# Бианка Буша
Бианка Буша (Врбас, 25. јул 1994) српска је одбојкашица. Игра на позицији примача сервиса.

## Каријера
Професионалну каријеру је почела у Визури 2011. године, за коју је наступала до 2015. године. У том периоду је освојила две титуле првака Србије, један куп и два суперкупа Србије. Од 2015. године је члан италијанског Волеј тауерса, да би 2016. године постала члан румунског Трговишта, са којим је освојила куп Румуније. Исте године, јула месеца, постаје члан италијанског Монтикјарија.

## Репрезентација
Са млађим селекцијама Србије је освојила четири медаље на Европским првенствима, и то са репрезентацијом до 18 година 2009. сребрну, а 2011. бронзану медаљу и репрезентацијом до 19 година 2010. и 2012. сребрну медаљу. Прикључује се сениорској репрезентацији 2015. са којом је исте године освојила бронзану медаљу на Европском првенству у Холандији и Белгији, бронзану медаљу на Европским играма у Бакуу и сребрну медаљу на Светском купу у Јапану.
Велики успех са репрезентацијом је остварила на Олимпијади у Рију кад је освојена сребрна медаља. На Европском првенству 2017. одржаном у Азербејџану и Грузији са репрезентацијом Србије освојила је златну медаљу.
Освојила је златну медаљу на Светском првенству 2018. године у Јапану, прву у историји српске одбојке.
На Олимпијским играма у Токију 2020, освојила је бронзану медаљу, а Србија је победила Јужну Кореју у борби за бронзу. На Европском првенству 2021. године чија је завршница одржана у Београду, освојила је сребрну медаљу.
Освојила је бронзану медаљу са Србијом у Лиги нација 2022. године, то је била прва медаља за српску женску одбојку у овом такмичењу. Била је део репрезентације Србије на Светском првенству 2022. године у Пољској и Холандији, на ком је са репрезентацијом изборила финале. У финалу је Србија победила Бразил максималним резултатом 3:0, и тако освојила златну медаљу.

## Трофеји

### Клуб
Визура
- Првенство Србије (2): 2013/14, 2014/15
- Куп Србије: 2014/15
- Суперкуп Србије (2): 2013, 2014

Трговиште
- Куп Румуније: 2016

### Репрезентација
- Олимпијске игре: 2. место 2016, 3. место 2020.
- Светско првенство: Јапан 2018, Пољска/Холандија 2022. -  златна медаља
- Европско првенство: златна медаља 2017, златна медаља 2019, 2. место 2021, 2023, 3. место 2015.
- Лига нација : 3. место 2022. Анкара.
- Европске игре: 3. место 2015.
- Светски куп: 2. место 2015.